# The Woman in Black (film fra 1914)
The Woman in Black er en amerikansk stumfilm fra 1914 af Lawrence Marston.

## Medvirkende
- Lionel Barrymore – Robert Crane
- Alan Hale – Frank Mansfield
- Mrs. Lawrence Marston – Zenda
- Marie Newton – Mary
- Millicent Evans – Stella Everett